# El visitante inesperado (Iliá Repin)
El visitante inesperado o No lo esperaban (en ruso  «Не ждали») es un lienzo del pintor ruso Iliá Repin, actualmente en la Galería Tretiakov de Moscú.

## Tema de la obra
El lienzo representa el inesperado retorno a su hogar de un miembro de un movimiento revolucionario —tal vez la Narodnaya Volya— exiliado a una remota región de Rusia. El hombre entra en una habitación, donde los miembros de su familia se muestran sorprendidos ante su llegada.  

## Análisis de la obra

### Datos técnicos y registrales
- Moscú, Galería Tretiakov, n º. inventario: 740;[2]
- Pintura al óleo sobre lienzo;
- Datación: 1884-1888;
- Dimensiones: 160,5 x 167,5 cm,
- Firmado abajo en el centro, hacia la izquierda: Ре́пин 1884.[3]

### Descripción de la obra
La escena tiene lugar en una estancia llena de luz, cuyo mobiliario, piano y cuadros en las paredes son propios de la clase intelectual de la época. Al fondo, una criada, vestida con un delantal, abre una puerta que comunica con otra habitación, al fondo de la cual se ve a otra sirviente. El hombre ha traspasado la puerta, y está de pie en la parte más iluminada de la estancia, donde convergen la luz procedente de la entrada y la de la puerta acristalada del lado izquierdo. Está vestido con un abrigo campesino gastado, lleva zapatos viejos, y porta un sombrero en la mano izquierda. Su cabello está corto y su rostro refleja una cierta alegría, teñida del escepticismo propio de un hombre roto por la vida.

En primer plano, Repin representa a la madre del exiliado, de mediana edad, vestida de luto y con una toca en la cabeza. Al ver a su hijo se levantó, empujando la silla a un lado. La composición gira en torno al exiliado y su madre, cuya figura —encorvada y sorprendida— conecta a su hijo con el interior de la estancia y con los otros personajes. El centro del cuadro está ocupado por su mano y la de su nuera, que está sentada al piano, al fondo de la composición, con una expresión de alegría contenida. Los dos niños, sentados a la mesa en la parte derecha del cuadro, dan vida, consistencia, calidez y encanto a la composición. El niño descubre a su padre con alegría, y la niña —con sus piernas curiosamente curvadas— lo mira con una expresión de asombro.

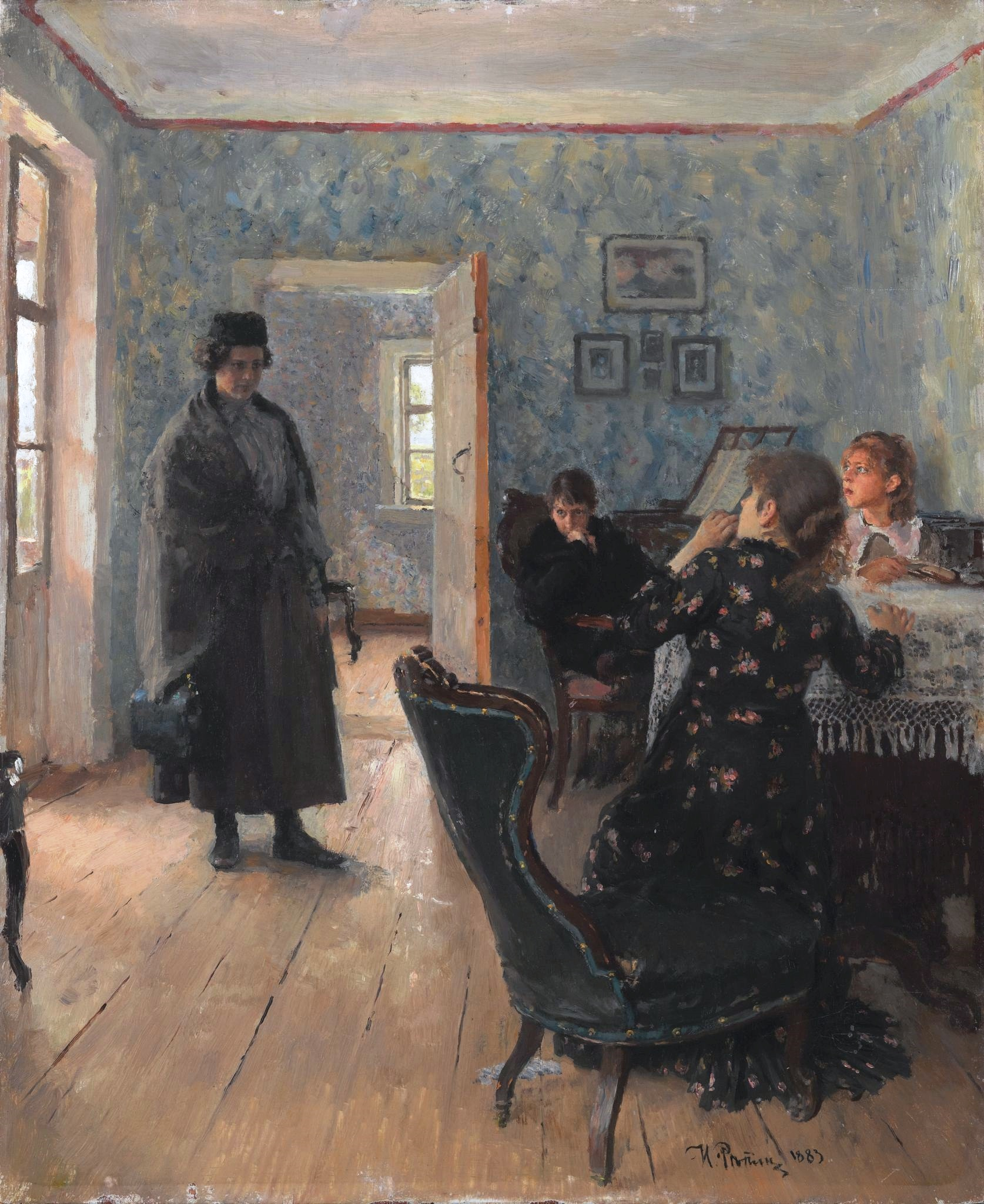
Primera versión, del año 1883.

## Gestación de la obra
Previa a la presente pintura, Repin había realizado una versión de menor tamaño y con menos personajes, donde en lugar del hombre exiliado aparece una joven estudiante.  
- Moscú, Galería Tretiakov —Не ждали. 1-й вариант— n º. inventario: 11162;
- Pintura al óleo sobre tabla;
- Datación: 1883;
- Dimensiones: 45,8 x 37,5 cm;[6]

Se puede ver que el presente cuadro fue pintado una y otra vez, cambiando el aspecto de los personajes, su ubicación e iluminación. Repin también cambió la expresión facial y la inclinación de la cabeza del exiliado. Inicialmente, planeó retratarlo como un hombre fuerte y decidido, pero finalmente de dio una expresión incierta, donde también hay heroísmo y sufrimiento.